# Laoleptura phupanensis
Laoleptura phupanensis är en skalbaggsart som beskrevs av Ohbayashi N. 2008. Laoleptura phupanensis ingår i släktet Laoleptura och familjen långhorningar.
Artens utbredningsområde är Laos. Inga underarter finns listade i Catalogue of Life.